# Perfekt (sång)
"Perfekt" är en singel från den kosovoalbanska sångerskan Argjentina Ramosaj. Låten är producerad av Enis Presheva och Big Basta. Presheva komponerade även musiken medan Big Basta skrev låtens text. 
Singeln släpptes i april 2011 med en tillhörande musikvideo samma månad av Pulla Pictures. Denna video har i januari 2013 visats fler än 250 000 gånger på Youtube. Videon vann priset för "bästa musikvideo" i kategorin för kvinnliga artister vid Video Festi Muzikor 2011 där den var nominerad i totalt 4 kategorier.